# Rites et coutumes dans le scoutisme
Le scoutisme est connu (et reconnu) pour avoir des rites communs. Beaucoup sont des habitudes nationales (uniformes, forme de la loi, division en branches…) voire très locales (totémisation, insignes…). Certains rites, cependant sont internationaux et reconnus par tous les scouts du monde.
Les méthodes scoutes utilisées, appelées parfois pédagogies, ne sont pas toujours les mêmes et entrainent des différenciations et des polémiques. De fait, l'organisation mondiale du scoutisme, OMMS ne reconnait pas nécessairement tous les mouvements qui se disent scouts.

## Coutumes internationales

### Promesse scoute
Dans le scoutisme, la promesse est l'engagement solennel que prend le jeune devant ses pairs pour marquer son adhésion à la loi et aux valeurs du mouvement de scoutisme qu'il a rejoint. Cette promesse, qui est faite au cours d'une cérémonie, existe depuis l'origine du scoutisme en 1907, mais varie fortement selon les régions et les mouvements.

### Salut scout

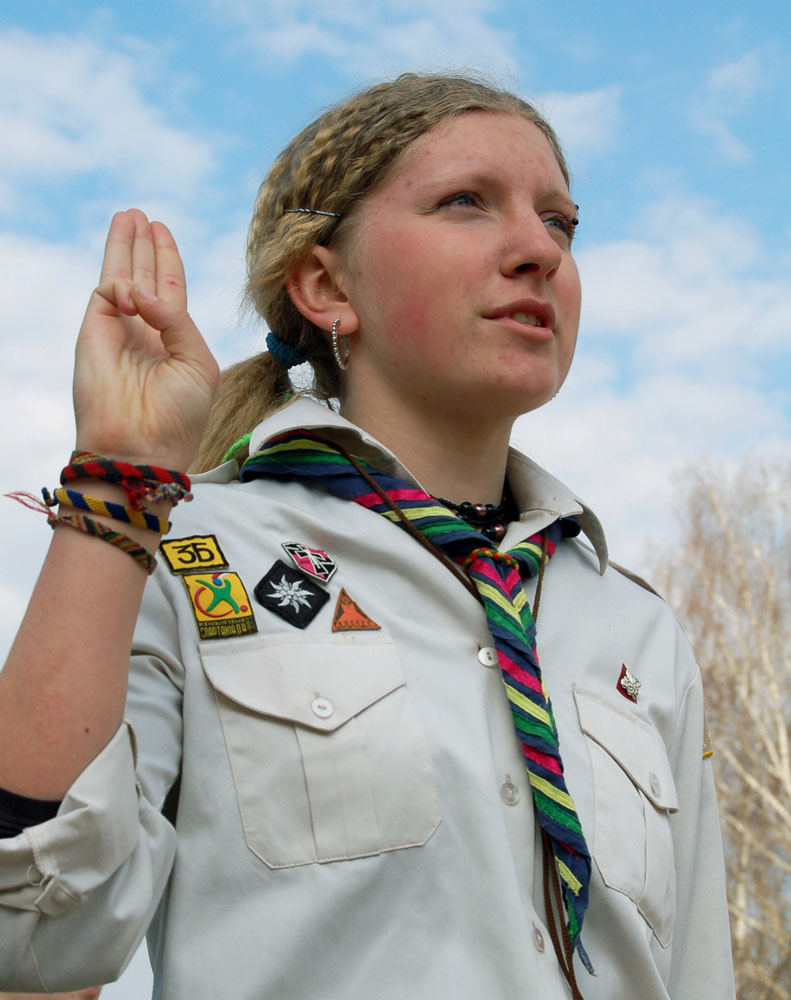
Scout d'Ukraine faisant le salut scout

Le salut scout est reconnu par tous les scouts du monde, hommes et femmes (guides). Il s'agit de lever sa main droite à hauteur d'épaule avec l'index, le majeur et l'annulaire pointés vers le haut, alors que le pouce vient se recourber vers la paume de la main en recouvrant l'auriculaire.
Bien qu'il fasse penser à un salut militaire, au contraire le salut scout est un rituel sans rapport hiérarchique. Le scout se contente de se tenir droit en faisant le signe de la main. S'il s'agit d'un salut pour dire bonjour ou au revoir, les deux scouts qui se saluent se serrent la main gauche. Si un des deux scouts porte avec lui le baussant ou le staff (ou fanion) de sa patrouille, il en porte le montant de la main droite à la verticale, et salue avec la main gauche perpendiculaire, pointée contre le montant et paume tournée vers le sol. L'autre scout salue normalement, mais en gardant alors la main gauche le long du corps.
Certains mouvements dont l'uniforme inclut le port du chapeau, pratiquent aussi le grand salut : le bout des doigts de la main droite affleurant le bord du chapeau.
Habituellement, le salut scout est réservé aux personnes ayant prononcé leur promesse scoute.

#### Historique du salut scout
À l'origine, Baden-Powell avait imaginé le salut scout non pas avec la main à hauteur d'épaule, mais le bras tendu en avant, légèrement relevé. Il voulait par là que les scouts ressemblent aux participants des Jeux olympiques saluant la flamme. Mais lors de la montée du fascisme en Europe, un salut analogue, le salut fasciste fut repris en Italie puis en Allemagne.
Ceci ne manqua pas de poser des problèmes politiques, a fortiori après la visite de 1937 de Robert Baden-Powell auprès des Jeunesses hitlériennes. Dès lors, le salut scout a été modifié afin de démarquer le scoutisme du fascisme.
Le fait que les scouts se saluent en donnant la main gauche pour la poignée de main, bras droit faisant le salut scout, provient d'une anecdote vécue par Baden Powell en Inde. Lors d'une campagne victorieuse, ce dernier rencontra le chef dont il recevait la reddition. Afin de lui reconnaître sa valeur au combat, il lui tendit la main droite. Le chef indien lui tendit alors la main gauche, la main des braves, car c'est celle qui se trouve du côté du cœur.

#### Sens du salut scout
À l'origine, les trois doigts levés rappellent les trois engagements de la promesse scoute.
Sur mon honneur et avec la grâce de Dieu, je m'engage :
1. à servir de mon mieux Dieu, l'Église et ma patrie,
2. à aider mon prochain en toutes circonstances,
3. à observer la loi scoute.

Pour d’autres il peut aussi signifier :
1. franchise
2. dévouement
3. pureté

Ainsi, pour le salut, ces trois engagements se résument par : aimer, servir, obéir.
Suivant les mouvements, il existe plusieurs versions des valeurs attribuées aux trois doigts.
Ainsi, chez les scouts catholiques français, dans la lignée des scouts de France du père Jacques Sevin, leur sont attachés les trois vertus principales du scout : franchise, dévouement, pureté.
Le pouce replié sur l'auriculaire rappelle l'engagement chevaleresque : Le fort protège le faible.

#### Salut louveteau / Jeannette
Dans les branches du scoutisme destinées aux plus jeunes, notamment le louvetisme et chez les Jeannettes, le salut scout est aussi en usage, mais sous une forme légèrement différente.
Le pouce sera replié sur deux doigts, l'annulaire et l'auriculaire, tandis que l'index et le majeur seront dressés, légèrement écartés.
La signification de ce salut est proche de celle du salut scout, puisque le pouce replié sur les deux derniers doigts représente la mère louve protégeant ses petits. L'index et le majeur dressés représentent, eux, les deux oreilles du loup, dressées pour mieux entendre.

### Veillée scoute
La veillée scoute, lors des camps et week-end, est une des activités traditionnelles du scoutisme. Son déroulement diffère selon les mouvements et les groupes mais le point commun est le rassemblement, en fin de journée, des scouts, le plus souvent autour d'un feu de camp.
La veillée peut être ponctuée de chants, histoires, sketchs, temps de réflexion etc.
Dans certains mouvements, la branche route propose une veillée spécifique de réflexion.

### Abréviation scoute
Il y a, pour terminer des messages, plusieurs abréviations scoutes.
La plus connue est :
- FSS: Fraternel Salut Scout

On trouve aussi : 
- TCPMG: Très chaleureuse poignée de la main gauche
- BPMG: Bonne poignée de la main gauche
- GBJG: Grosse bise sur la joue gauche
- UDP: (en) Union de prière(s) (abréviation chrétienne qui n'est pas uniquement scoute)

Autres abréviations :
- BP: Lord Robert Baden-Powell
- BA: Bonne action
- PACCIF: Papier, Allumettes, Crayon, Couteau, Imperdables, Ficelle

### Foulard scout
Tous les scouts du monde portent un foulard autour du cou. Il fait partie de l'uniforme commun à tous.

### Insigne scout

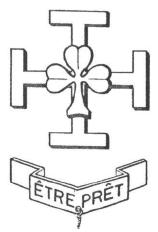
Ancien insigne SdF

Il n'existe que quelques rares insignes partagés dans le monde entier.
Cependant, la plupart des scouts portent, cousus sur leur chemise, l'insigne de leur mouvement, un insigne de promesse (propre à chaque mouvement), un écusson de leur région, une bande indiquant leur groupe, souvent un drapeau national, etc.
L'insigne des mouvements comporte le plus souvent une fleur de lys qui est le symbole international du scoutisme depuis ses origines.
En France la fleur de lys étant un symbole royaliste fort au début du scoutisme, les Scouts de France avaient préféré remplacer la fleur de lys par un trèfle pour éviter les amalgames politiques. Ils ont remplacé le trèfle par la fleur de lys sur leurs insignes au début des années 1940.

#### Insigne du scoutisme mondial

Insigne du scoutisme mondial

L'insigne du scoutisme mondial est partagé par tous les scouts adhérents à l'OMMS. Il représente une fleur de lys en blanc sur fond mauve (couleur du scoutisme). Cette fleur de lys est entourée d'une corde blanche terminée par un nœud plat.
La fleur de lys était le symbole utilisé dans les cartes anciennes pour situer le Nord. Elle indique donc une direction à suivre. Elle est aussi symbole de pureté.
La tige blanche, au milieu de la fleur de lys, représente l'aiguille d'une boussole.
Les deux étoiles représentent les deux yeux ouverts des louveteaux.
Les associations non membres de l'OMMS portent un insigne différent, mais qui comporte toujours une fleur de lys, symbole du scoutisme.

#### Badge de bois (bûchettes)
Le badge de bois (en anglais : wood badge) est un brevet du scoutisme mondial qui reconnait la qualification et l'expérience d'un chef scout. Il est matérialisé par deux bûchettes attachées en pendentif.
Ce brevet autorise le chef à porter deux bûchettes, nouées au foulard scout. Un formateur breveté peut porter trois bûchettes. Un formateur breveté qui prend part à l'élaboration du programme de formation aura quatre bûchettes. La cinquième bûchette est généralement une bûchette de fonction que certains hauts responsables portent le temps de leur mandat. Baden-Powell est le seul scout à avoir eu six bûchettes.

## Jamboree
Depuis 1920, le jamboree se veut être une fête extraordinaire, rassemblant tous les scouts du monde, de religions différentes, autour d'un même feu, symbole de la grande fraternité scoute.